# مسعود نجابتی

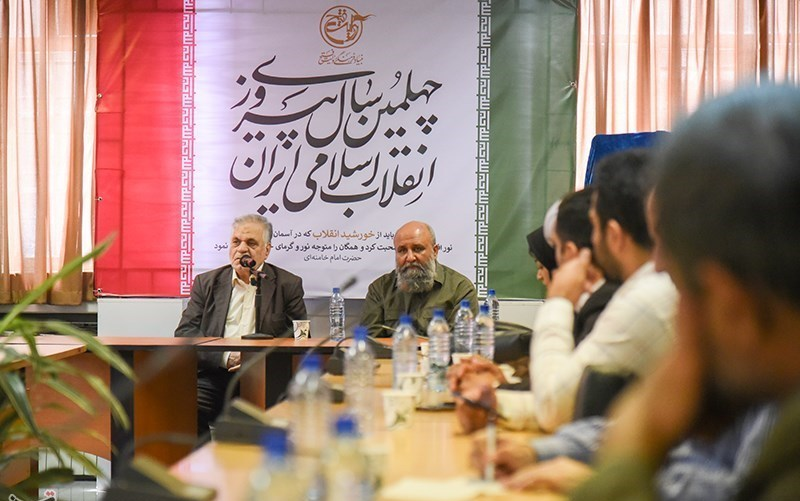
مسعود نجابتی در کنار عزت شاهی در مراسم رونمایی از نشان چهلمین سال پیروزی انقلاب اسلامی

مسعود نجابتی (متولد سال ۱۳۴۶) طراح گرافیک، مدیر هنری و خوشنویس معاصر ایرانی است.
فعالیت‌های او بر طراحی گرافیک از جمله طراحی پوستر، نشانه، کتاب و به‌خصوص گرافیک نشر با تأکید بر روش تایپوگرافی متمرکز است. او در مقطع کارشناسی رشته گرافیک وارد دانشکده هنرهای زیبای دانشگاه تهران شد و همزمان در انجمن خوشنویسان ایران به مشق علمی و نظری پرداخت. پس از اتمام دوره کارشناسی ارشد گرافیک در دانشگاه هنر تهران و دورهٔ ممتاز انجمن خوشنویسان، با ناشران مختلف به همکاری در زمینهٔ گرافیک نشر پرداخت و در کنار آن به فعالیت‌های دیگر از جمله کارهای گرافیک مذهبی و آئینی روی آورد. او مدیریت هنری و طراحی گرافیک پروژه‌های فرهنگی متعددی را از سوی سازمان‌ها و مراکز دولتی و خصوصی در کارنامه خود دارد.
نجابتی در سال ۱۳۷۹ (۲۰۰۰ م) فونت «پرشیا» را طراحی کرده‌است که توسط شرکت Bitstream در آمریکا، منتشر شده‌است. همچنین در سال ۱۳۸۰ کتاب «خط در گرافیک» را برای وزارت آموزش و پرورش تألیف کرده‌است که توسط انتشارات مدرسه منتشر و بارها تجدید چاپ شده‌است. او از سال ۱۳۷۵ تا کنون در هنرستان‌ها، دانشگاه‌ها و مراکز آموزش عالی شهرهای تهران و قم تدریس داشته‌است.
نجابتی مدیرمسئول کانون هنر شیعی است. او عضو هیئت انتخاب و داور چندین نمایشگاه و دوسالانه ملی بوده و دبیری علمی و هنری چند همایش را نیز بر عهده داشته‌است. همچنین کارگاه‌های آموزشی و سخنرانی‌های متعددی را دربارهٔ طراحی گرافیک و تایپوگرافی برگزار کرده‌است.
آثار وی که اغلب با تأکید بر به‌کارگیری خوشنویسی و نوشتار فارسی همراه هستند در نمایشگاه‌ها، کتاب‌ها و نشریات متعددی به نمایش درآمده و جوایزی را برای او به همراه داشته‌اند.

## جوایز
- دیپلم افتخار اولین نمایشگاه خوشنویسی جهان اسلام، ۱۳۷۶
- لوح تقدیر از اولین نمایشگاه کتابت بسم الله فرهنگسرای هنر، ۱۳۷۷
- لوح تقدیر از اولین نمایشگاه جلد کتاب در نمایشگاه بین‌المللی کتاب تهران، ۱۳۸۲
- جایزه ویژه بخش گرافیک چهاردهمین نمایشگاه بین‌المللی قرآن کریم، ۱۳۸۵
- جایزه کتاب سال دفاع مقدس برای طراحی جلد کتاب، ۱۳۸۵
- تقدیر شده در دومین همایش تجلیل از مؤلفان کتابهای درسی، ۱۳۸۶
- تقدیرشده در اولین جشنواره محصولات فرهنگی آستان قدس رضوی، ۱۳۸۸
- دریافت نشان خادم فرهنگی امام رضا (ع) از نهمین جشنواره بین‌المللی رضوی، ۱۳۹۰
- تقدیر شده در دومین جشنواره قرآنی آیات
- دریافت جایزه دوم بخش سایر آثار گرافیک از هفتمین نمایشگاه دوسالانه طراحان گرافیک ایران
- دریافت دیپلم افتخار اولین جشنواره خوشنویسی جهان اسلام، بخش کاربردهای خط در گرافیک؛
- دریافت لوح تقدیر نمایشگاه کتابت بسم الله.

همچنین او نامزد عنوان چهره سال هنر انقلاب در سال ۱۳۹۳ نیز شده‌است.

## انتشار آثار
گزیدهٔ آثار گرافیک او در دو کتاب با عنوان «طراحان گرافیک معاصر ایران؛ ۱» توسط انتشارات یساولی در سال ۱۳۸۳ و «گزیده آثار گرافیک مسعود نجابتی» توسط مؤسسه فرهنگی و پژوهشی چاپ و نشر نظر در سال ۱۳۸۶ منتشر شده‌است.